# Harrington (Familienname)
Harrington ist ein Familienname aus dem englischsprachigen Raum.

## Namensträger

### A
- Adam Harrington (* 1980), US-amerikanischer Basketballspieler
- Al Harrington (Schauspieler) (1935–2021), US-amerikanischer Schauspieler und Historiker
- Al Harrington (Basketballspieler) (* 1980), US-amerikanischer Basketballspieler
- Anne Harrington (* 1960), US-amerikanische Wissenschaftshistorikerin und Hochschullehrerin

### B
- Bernard Joseph Harrington (* 1933), US-amerikanischer Geistlicher, Bischof von Winona
- Brooke Harrington (* 1968), US-amerikanische Soziologin, Hochschullehrerin und Autorin

### C
- Chris Harrington (* 1982), US-amerikanischer Eishockeyspieler
- Conor Harrington (* 1980), irischer Graffiti-Künstler
- Curtis Harrington (1926–2007), US-amerikanischer Filmregisseur

### D
- Dan Harrington (* 1945), US-amerikanischer Pokerspieler
- Desmond Harrington (* 1976), US-amerikanischer Schauspieler
- Donald S. Harrington (1914–2005), US-amerikanischer Pfarrer und Politiker
- Doug Harrington (1966–2006), US-amerikanischer Musiker

### E
- Edward Harrington (Guitar Eddy, Clear Waters, The Chief) (1935–2018), US-amerikanischer Chicago Blues-Musiker, siehe Eddy Clearwater
- Ellen Harrington (* 1963), US-amerikanische Kuratorin und Filmwissenschaftlerin
- Emerson Harrington (1864–1945), US-amerikanischer Politiker
- Emily Harrington (* 1986), US-amerikanische Kletterin und Bergsteigerin

### G
- George Harrington (1815–1892), US-amerikanischer Diplomat
- Gordon Sidney Harrington (1883–1943), kanadischer Politiker

### H
- Henry W. Harrington (1825–1882), US-amerikanischer Politiker
- Horacio Harrington (1910–1973), argentinischer Geologe und Paläontologe

### I
- Illtyd Harrington (1931–2015), britischer Politiker
- Isaac R. Harrington (1789–1851), US-amerikanischer Politiker

### J
- James Harrington (1611–1677), englischer Philosoph und Sozialutopist
- Janice Harrington (* 1942), US-amerikanische Blues- und Jazzsängerin
- Jay Harrington (* 1971), US-amerikanischer Schauspieler
- Jean Carl Harrington (1901–1998), US-amerikanischer Archäologe
- Joey Harrington (* 1978), US-amerikanischer American-Football-Spieler
- John Harrington (* 1957), US-amerikanischer Eishockeyspieler und -trainer
- John Peabody Harrington (1884–1961), US-amerikanischer Linguist und Völkerkundler
- Jonathan Harrington (* 1958), deutscher Phonetiker und Hochschullehrer

### K
- Kellie Harrington (* 1989), irische Boxerin
- Kerry-Lee Harrington (* 1986), südafrikanische Badmintonspielerin
- Kevin Harrington (* 1957), US-amerikanischer Unternehmer

### L
- Laura Harrington (* 1958), US-amerikanische Schauspielerin
- Leo Harrington (* 1946), US-amerikanischer Mathematiker
- Lorinza Harrington (* 1980), US-amerikanischer Basketballspieler
- Luca Harrington (* 2004), neuseeländischer Freestyle-Skier

### M
- Mark Harrington (Maler) (* 1952), US-amerikanischer Maler, Objektkünstler und Kurator
- Mark Harrington (Aktivist), US-amerikanischer AIDS-Aktivist
- Mark Raymond Harrington (1882–1971), US-amerikanischer Archäologe
- Mark Walrod Harrington (1848–1926), US-amerikanischer Astronom
- Michael Harrington (Politikwissenschaftler) (1928–1989), US-amerikanischer Politikwissenschaftler, Hochschullehrer und politischer Aktivist
- Michael Harrington (Fußballspieler) (* 1986), US-amerikanischer Fußballspieler
- Michael J. Harrington (* 1936), US-amerikanischer Politiker

### N
- Noel Harrington (* 1970), irischer Politiker

### O
- Oliver Harrington (1912–1995), US-amerikanischer Karikaturist, Schriftsteller und Bürgerrechtskämpfer
- Othella Harrington (* 1974), US-amerikanischer Basketballspieler

### P
- Pádraig Harrington (* 1971), irischer Golfspieler
- Pat Harrington Sr. (Daniel Patrick Harrington; 1901–1965), kanadischer Schauspieler
- Pat Harrington Jr. (Daniel Patrick Harrington Jr.; 1929–2016), US-amerikanischer Schauspieler
- Pat Harrington (Fußballspieler) (Patrick Harrington; * 1965), kanadischer Fußballspieler
- Patrick Harrington (Rechtsextremist) (* 1964), britischer Rechtsextremist
- Patrick Joseph Harrington (* 1939), irischer Geistlicher, Bischof von Lodwar
- Paul Harrington (Musiker) (* 1960), irischer Musiker
- Paul Harrington (Filmproduzent), Filmproduzent
- Paul Randall Harrington (1911–1980), amerikanischer Orthopäde

### R
- Richard Harrington (Fotograf) (1911–2005), deutsch-kanadischer Fotograf
- Richard Harrington, Baron Harrington of Watford (* 1957), britischer Politiker
- Richard Harrington (Schauspieler) (* 1975), britischer Schauspieler
- Richard C. Harrington (1956–2004), britischer Kinderarzt und Psychologe
- Robert Harrington (Ritter) (um 1444–1487), englischer Ritter
- Robert G. Harrington (1904–1987), US-amerikanischer Astronom
- Robert Sutton Harrington (1942–1993), US-amerikanischer Astronom
- Rod Harrington (* 1957), englischer Dartspieler

### S
- Scott Harrington (Rennfahrer) (* 1963), US-amerikanischer Automobilrennfahrer
- Scott Harrington (Eishockeyspieler) (* 1993), kanadischer Eishockeyspieler

### T
- Thomas Harrington (1400–1460), englischer Ritter
- Thomas Harrington (Baseballspieler) (* 2001), US-amerikanischer Baseballspieler
- Timothy Harrington (Politiker) (1851–1910), irischer Politiker
- Timothy Joseph Harrington (1918–1997), katholischer Geistlicher, Bischof von Worcester

### V
- Victoria Harrington (1944–2018), britische Schauspielerin
- Vincent F. Harrington (1903–1943), US-amerikanischer Politiker

### W
- William Harrington († 1440), englischer Ritter